# Mayu Sasaki
Mayu Sasaki (佐々木 繭, 12 de gener de 1993) és una futbolista japonesa.

## Selecció del Japó
Va debutar amb la selecció del Japó el 2016. Va disputar 8 partits amb la selecció del Japó.

## Estadístiques
| Selecció del Japó | Selecció del Japó | Selecció del Japó |
| Anys              | Partits           | Gols              |
| ----------------- | ----------------- | ----------------- |
| 2016              | 3                 | 0                 |
| 2017              | 5                 | 0                 |
| Total             | 8                 | 0                 |